# راینهولد زک
راینهولد زک (انگلیسی: Reinhold Zech؛ زادهٔ ۲۷ مهٔ ۱۹۴۸) بازیکن فوتبال سابق اهل آلمان است.
از باشگاه‌هایی که در آن بازی کرده‌است می‌توان به باشگاه فوتبال زاربروکن و باشگاه فوتبال اشتوتگارت اشاره کرد.
وی همچنین در تیم ملی فوتبال زیر ۲۱ سال آلمان بازی کرده‌است.